# NGC 4216
إن جي سي 4216 مجرة حلزونية متوسطة غنية بالمعادن  تقع على ما يقرب من 55 مليون سنة ضوئية في اتجاه كوكبة العذراء في السماء الشمالية ولا تبعد كثيرا عن مركز عنقود العذراء المجري
قدرها الظاهري 10.3 ويبلغ قطرها حوالي 130000 سنة ضوئية. وقطرها الزاوي 7,9' × 1,8'.
تم اكتشاف المجرة إن جي سي 4216 في 17 أبريل 1784 من قبل الفلكي الألماني البريطاني ويليام هيرشيل.

## الخصائص الفيزيائية
إن جي سي 4216 واحدة من أكبر وألمع المجرات الحلزونية في عنقود العذراء المجري تشير التقديرات إلى أن قدرها المطلق -22 المع من مجرة المرأة المسلسلة .
ومثل معظم المجرات الحلزونية في هذا العنقود يظهر نقص الهيدروجين المحايد الذي يتركز في القرص البصري للمجرة، ولها كثافة سطح منخفضة لمجرة من هذا النوع.
وهو الأمر الذي يفسر لماذا تعتبر هذة المجرة فقيرة بالمعادن من قبل بعض المؤلفين وأيضا يفسر انخفاض نشاط تشكيل النجوم لمجرة من هذا النوع. في الواقع، يظهر القرص هياكل دعامة مثل التي قد تكون ناجمة عن تفاعلات الوسط المجري لعنقود العذراء أو مع المجرات القريبة
ويبدو موقع المجرة في مكان من عنقود العذراء حيث يجري تدمير المجرات القزمة بمعدل مرتفع